# Sint-Amanduskerk (Hundelgem)
De Sint-Amanduskerk is de parochiekerk van de tot de Oost-Vlaamse gemeente Zwalm behorende plaats Hundelgem, gelegen aan de Kerkstraat 31.

## Geschiedenis
De oudste geschiedenis van de kerk is niet bekend, maar in de 12e eeuw stond er een eenbeukig laatromaans zaalkerkje met recht afgesloten koor. Het patronaatsrecht berustte bij het Sint-Hermeskapittel te Ronse.
In de 18e eeuw werd een sacristie aangebouwd en in 1834 werd een nieuwe westgevel met toren gebouwd naar ontwerp van Jean Baptiste De Baets. In 1868 werd het koor hersteld en enigszins gewijzigd.

## Gebouw
Het betreft een eenbeukig kerkje waarvan de oudere delen in Balegemse steen werden uitgevoerd en de 19e-eeuwse delen, zoals westgevel en toren, in baksteen met zandsteen. Deze westtoren is ingebouwd. De zuidgevel is in baksteen terwijl de overige gevels in Balegemse steen werden opgetrokken.

## Interieur
De kerk bezit een 17e-eeuws altaarstuk, de Aanbidding der koningen.
Het barokke hoofdaltaar is 17e-eeuws en heeft een altaarstuk in rococostijl uit de 18e eeuw. De rococo-zijaltaren werden in 1719-1720 vervaardigd en zijn gewijd aan Onze-Lieve-Vrouw respectievelijk Sint-Amandus.
Het koorgestoelte en de lambrisering zijn 18e-eeuws. Uit de 17e eeuw stamt de preekstoel. Er is een 18e-eeuwse preekstoel in rococostijl terwijl het doopvont in de 17e eeuw werd vervaardigd.
Het orgel werd gebouwd in 1840 door een onbekende orgelbouwer, maar het bevat delen die waarschijnlijk ouder zijn en teruggaan tot de 18e eeuw. Mogelijk hebben Pierre en/of Maximilien Van Peteghem nog werkzaamheden aan dit orgel uitgevoerd.